# ألينا فيودوروفا
ألينا فيودوروفا (بالأوكرانية: Аліна Федорова)‏ هي منافسة ألعاب القوى أوكرانية، ولدت في 31 يوليو 1989 في Kniazhychi ‏ في أوكرانيا.

## وصلات خارجية
- ألينا فيودوروفا على موقع الاتحاد الدولي لألعاب القوى (الإنجليزية)
- ألينا فيودوروفا على موقع أوليمبيديا (الإنجليزية)